# Pleuronodes lepticyma
Pleuronodes lepticyma là một loài bướm đêm trong họ Noctuidae.